# Katcha-Kadugli-Miri jezik
Katcha-kadugli-miri jezik (ISO 639-3: xtc), jezik koji se kao neklasificiran vodi pod nilsko-saharske jezike među kojima nije srodan ni s jednim drugim jezikom. Ime dobiva po glavnim jezicima istoimenih plemena naseljenih u području sjevernog Sudana, u provinciji Kordofan. 
Pleme Katcha (Tolubi, Dholubi) govori istoimenom dijalektom u selima Katcha, Tuna, Kafina, Dabakaya (Donga), Belanya i Farouq. Kadugli (Dakalla, Talla, Dhalla, Toma Ma Dalla, Kudugli, Morta), u selima Murta, Kulba, 'Daalimo, Thappare i Takko. Plemena Miri (4 000; 1987 Baumann) i 6 500 Tumma (1956) i Damba, također govore vlastitim dijalektima. Miri žive u selima Miri Guwa, Umduiu, Nyimodu, Luba, Kadoda, Kya, Tulluk, Hayar al-Nimr, Kuduru, Kasari i Sogolle.
Ukupna populacija: 81 500 (2004 SIL).

## Vanjske poveznice
- Ethnologue (14th)
- Ethnologue (15th)